# Neo-futurismo
Il neo-futurismo (scritto talvolta neofuturismo) è un movimento artistico diffusosi tra la fine del XX e l'inizio del XXI secolo nelle arti, nel design e nell'architettura che utilizza, riadattando in chiave contemporanea e attuale, alcuni elementi del futurismo. Fondatore del neofuturismo è considerato Daniel Schinasi, che nel 1969 redasse il Manifesto del Neofuturismo.

## Descrizione
Questo movimento potrebbe essere visto come un allontanamento dall'atteggiamento del post-modernismo e raffigura la credenza idealistica in un futuro migliore e «un bisogno di periodizzare il rapporto moderno con la tecnologia».

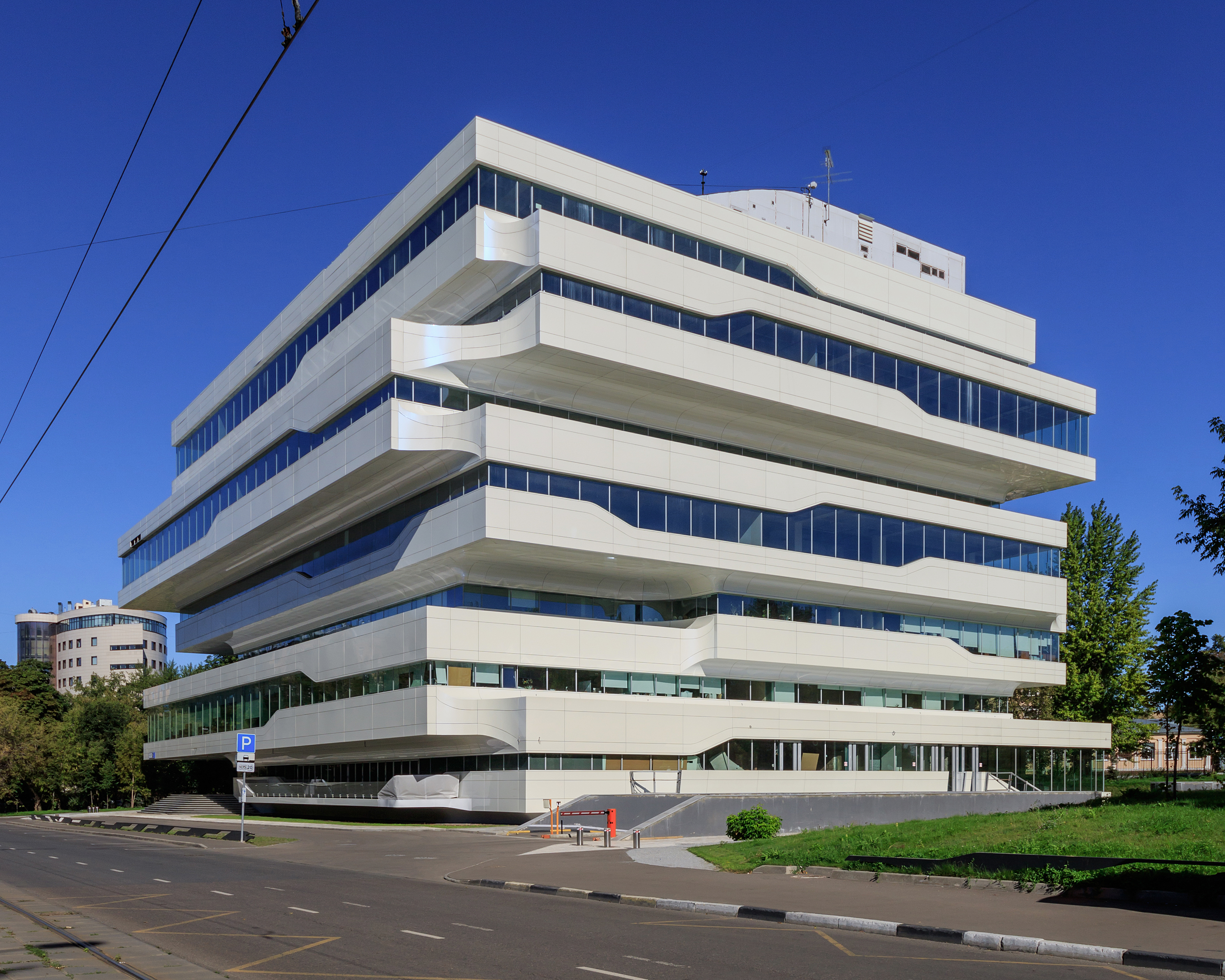
Dominion Office Building a Mosca di Zaha Hadid, esempio di architettura neo-futurista

Questo movimento d'avanguardia è un ripensamento futuristico dell'estetica e della funzionalità delle città che sono in rapida crescita. L'industrializzazione iniziata in tutto il mondo dopo la fine della seconda guerra mondiale ha dato il via a nuovi flussi di pensiero nella vita, nell'arte e nell'architettura, portando al postmodernismo, al neo-modernismo e poi al neo-futurismo.
Nei paesi occidentali, l'architettura futurista si è evoluta in Art Deco, nel movimento Googie e nell'architettura high-tech e infine nel neo-futurismo.
In Italia, infine, come espressioni del neofuturismo si segnalano, a partire dal secondo novecento: la rivista Futurismo Oggi curata da uno degli ultimi futuristi storici, Enzo Benedetto, attiva dagli anni 60 fino agli anni novanta, lo storico dell'arte Luigi Tallarico e a partire dal duemila i cosiddetti neofuturisti Antonio Saccoccio, Vitaldo Conte, Roberto Guerra e il  futurologo Riccardo Campa, tra gli autori nel 2014, di "Marinetti 70. Sintesi della critica futurista" (Armando editore) con gli stessi Giordano Bruno Guerri, Gunther Berghaus, Giorgio Di Genova e altri.

## Esempi di architettura neo-futuristica

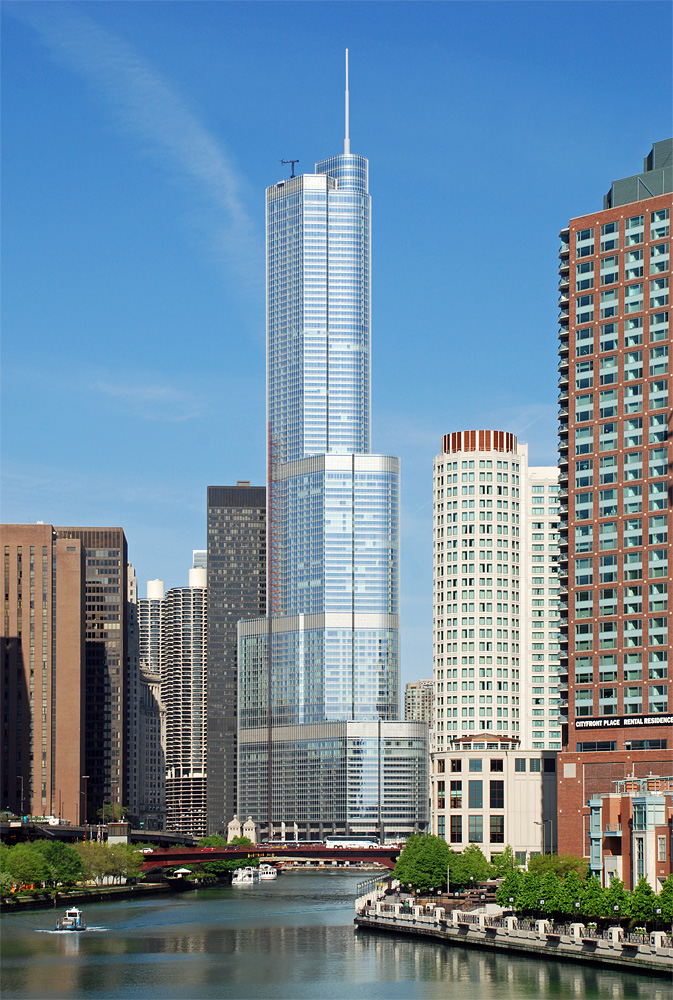
Trump International Hotel and Tower, a Chicago, dello studio SOM.
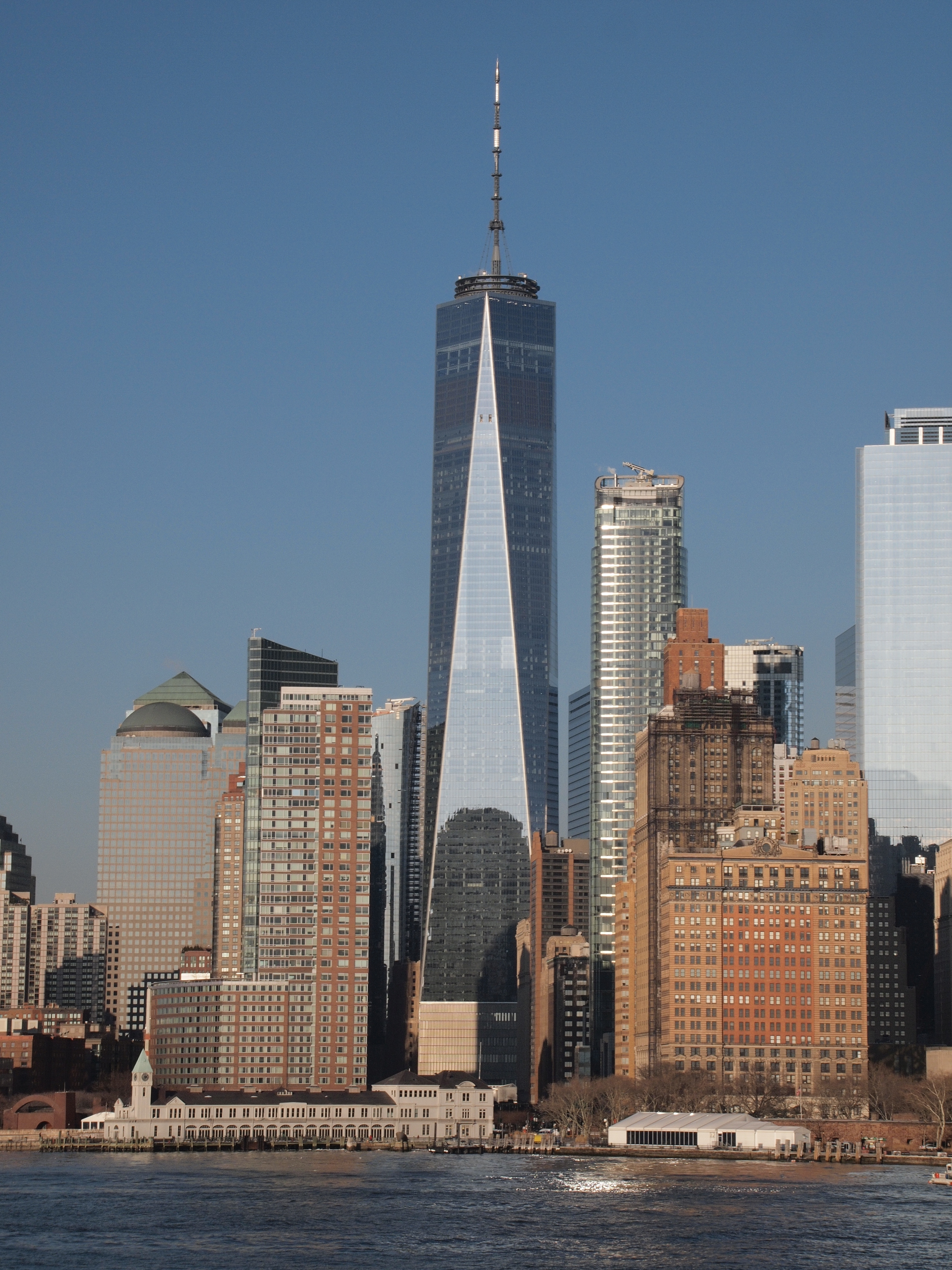
One World Trade Center, a New York, dello studio SOM.
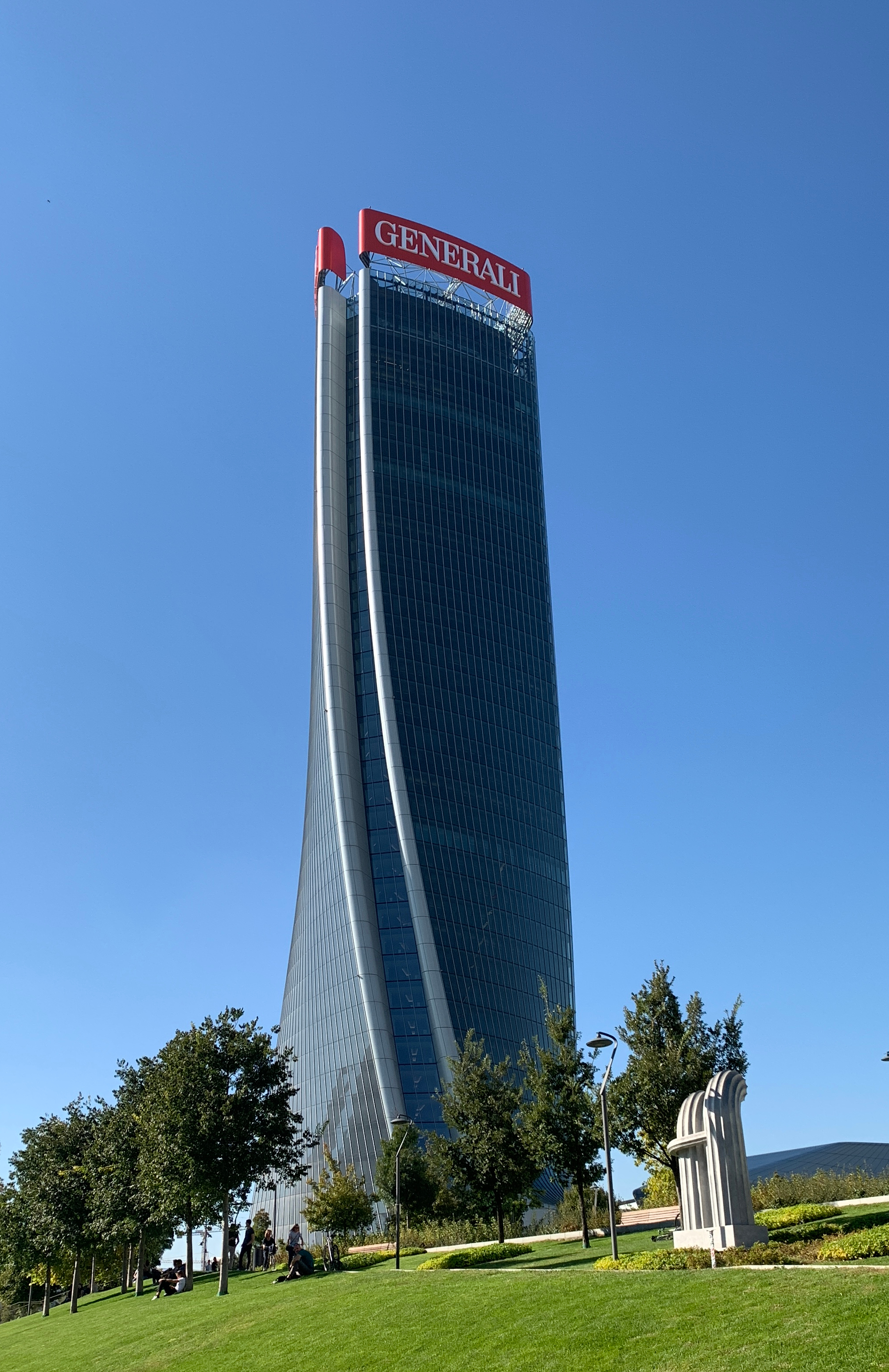
Torre Generali, a Milano, di Zaha Hadid.
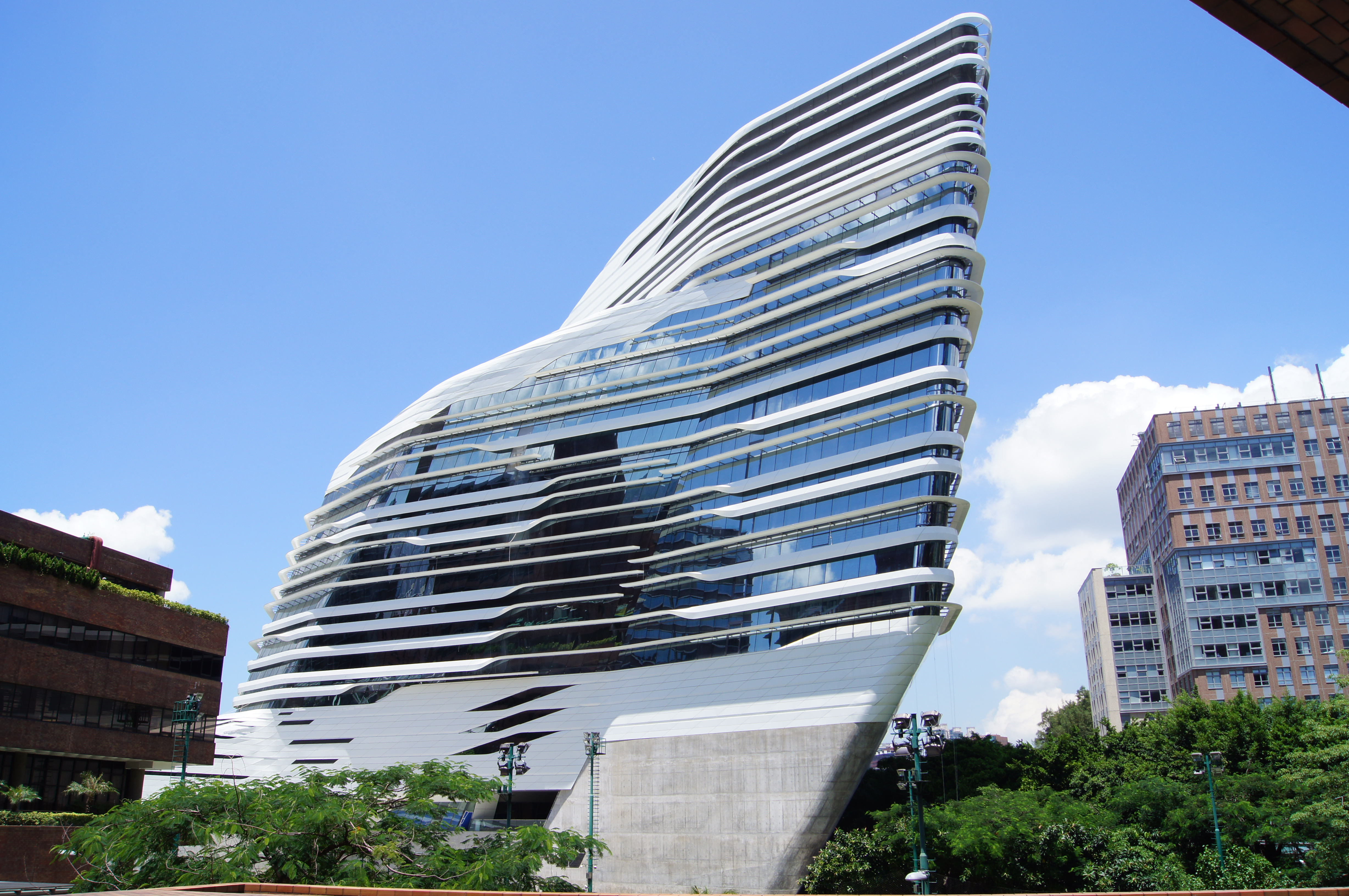
Innovation Tower, a Hong Kong, di Zaha Hadid.
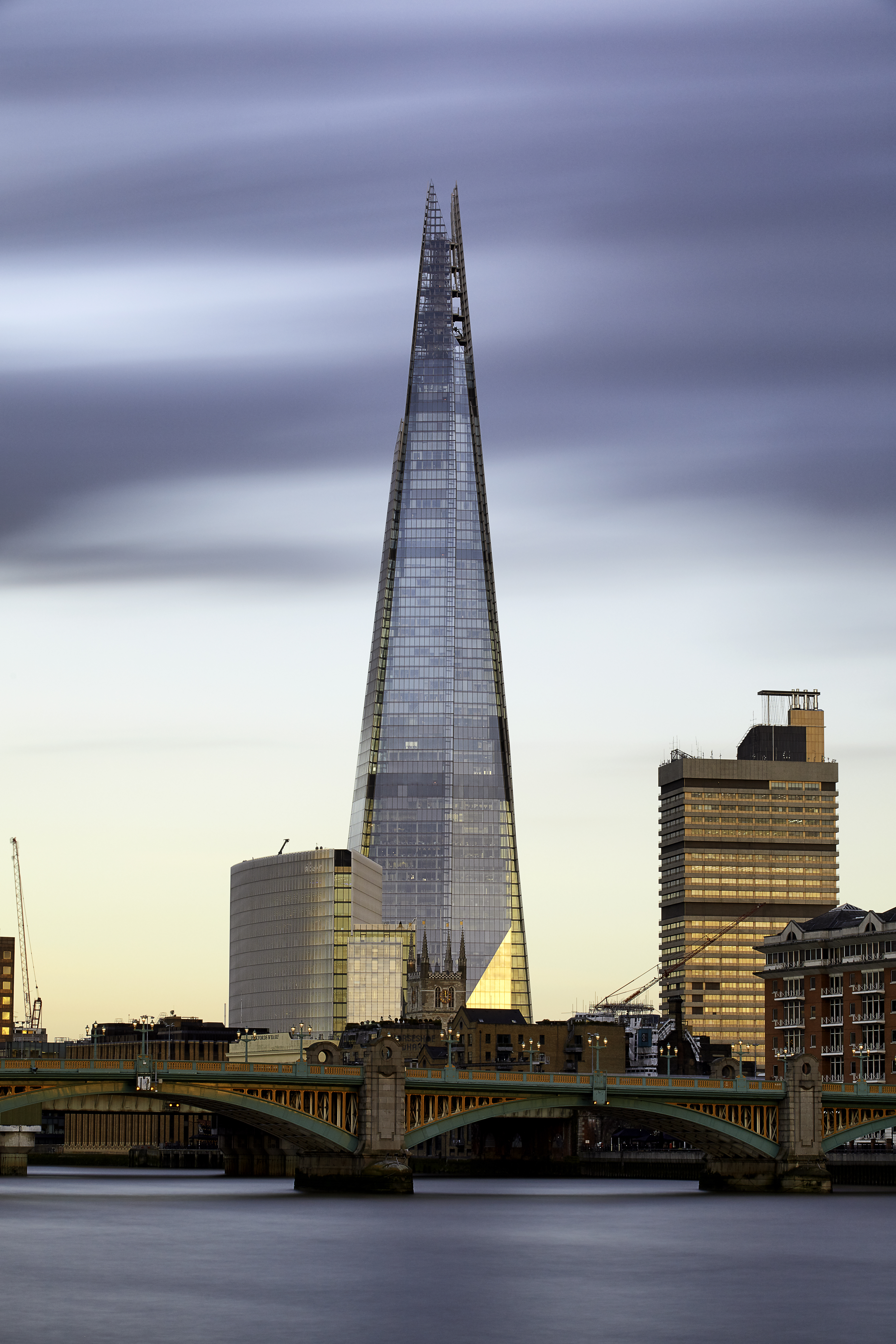
The Shard, Londra, di Renzo Piano.
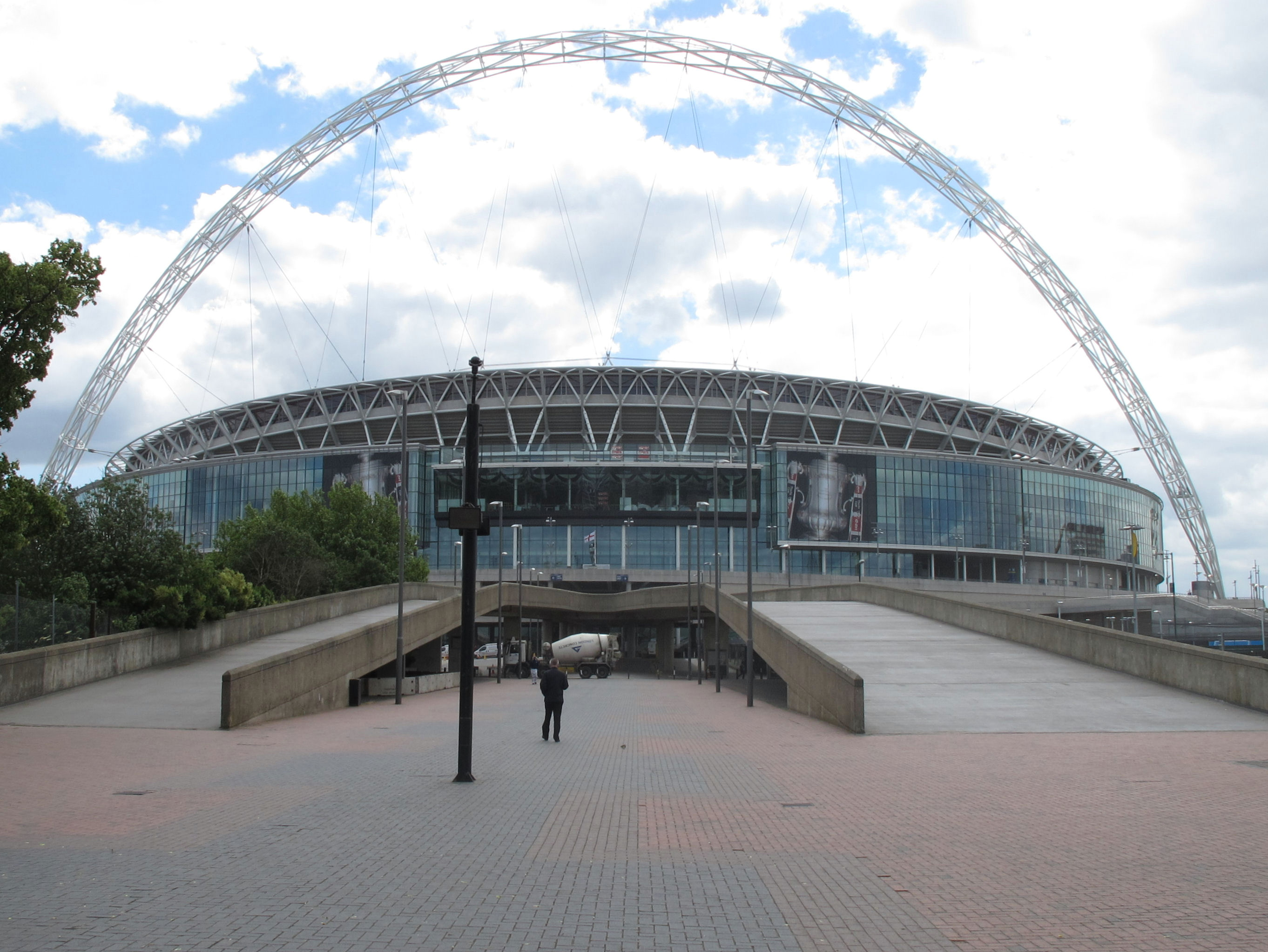
Wembley Stadium a Londra.
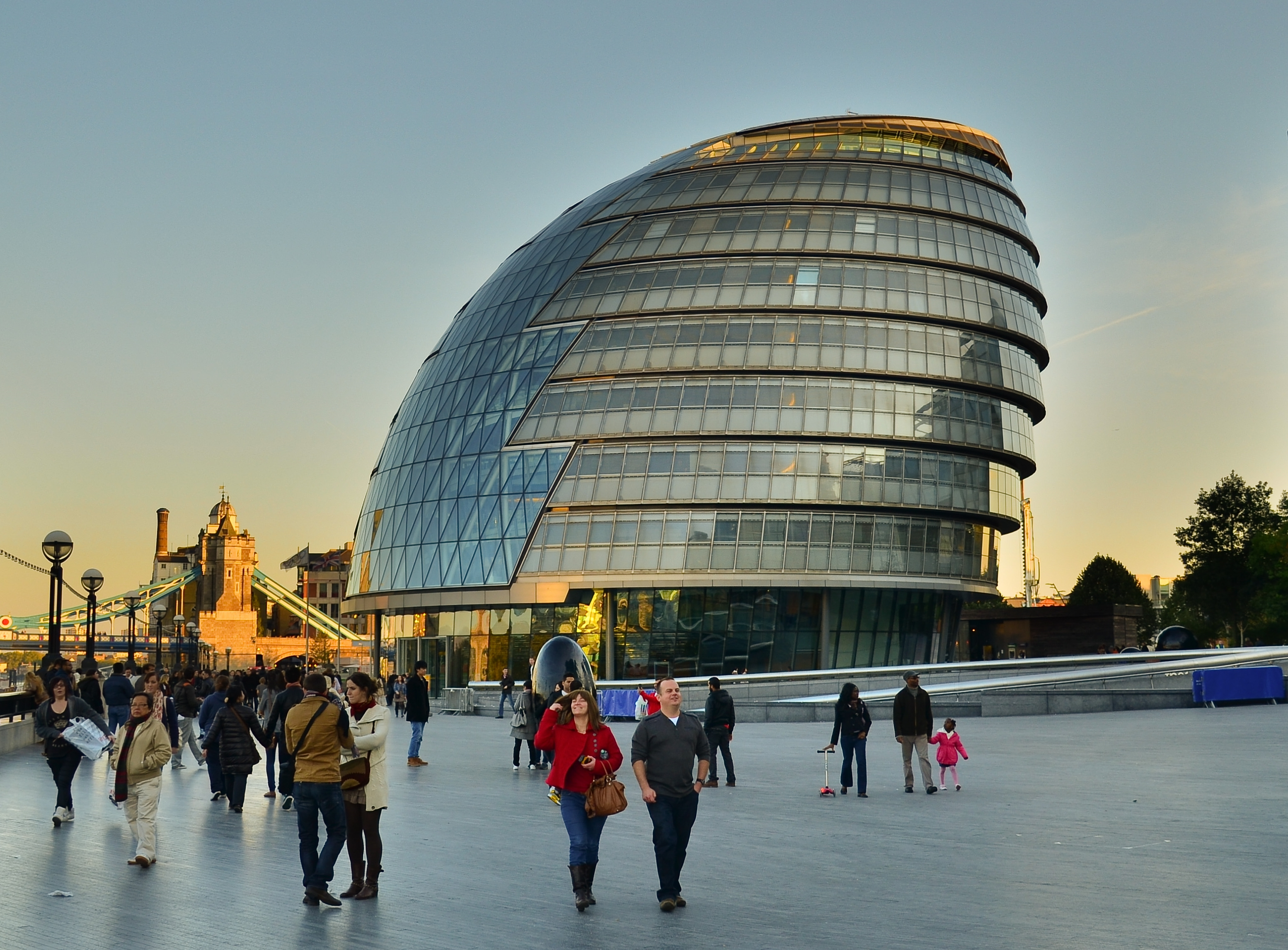
City Hall, a Londra, di Norman Foster.
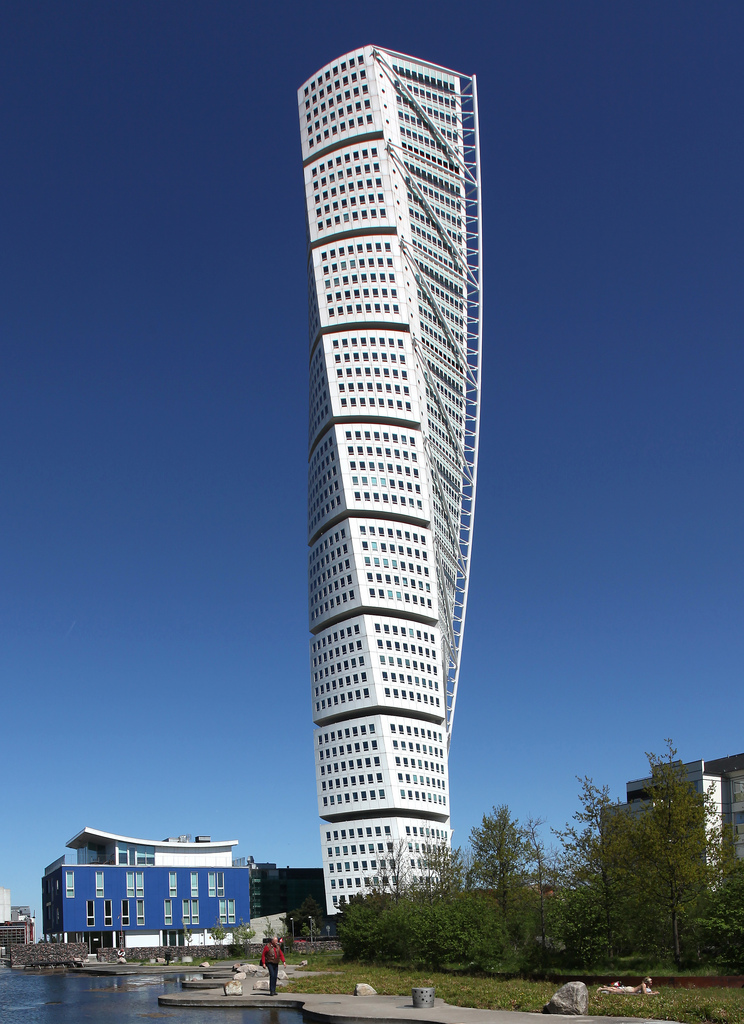
Turning Torso, a Malmö, di Santiago Calatrava.
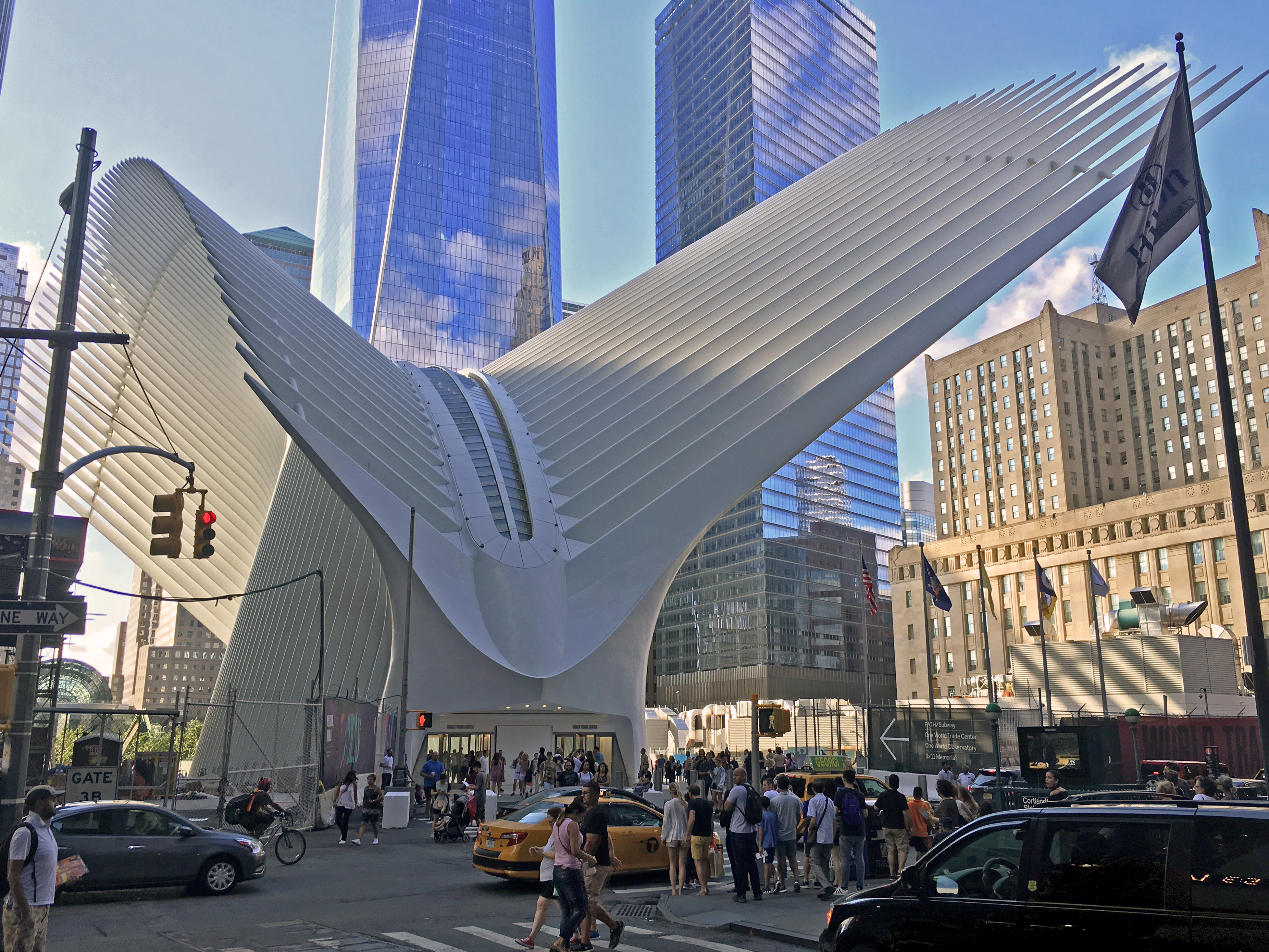
World Trade Center (PATH), a New York City, di Calatrava.
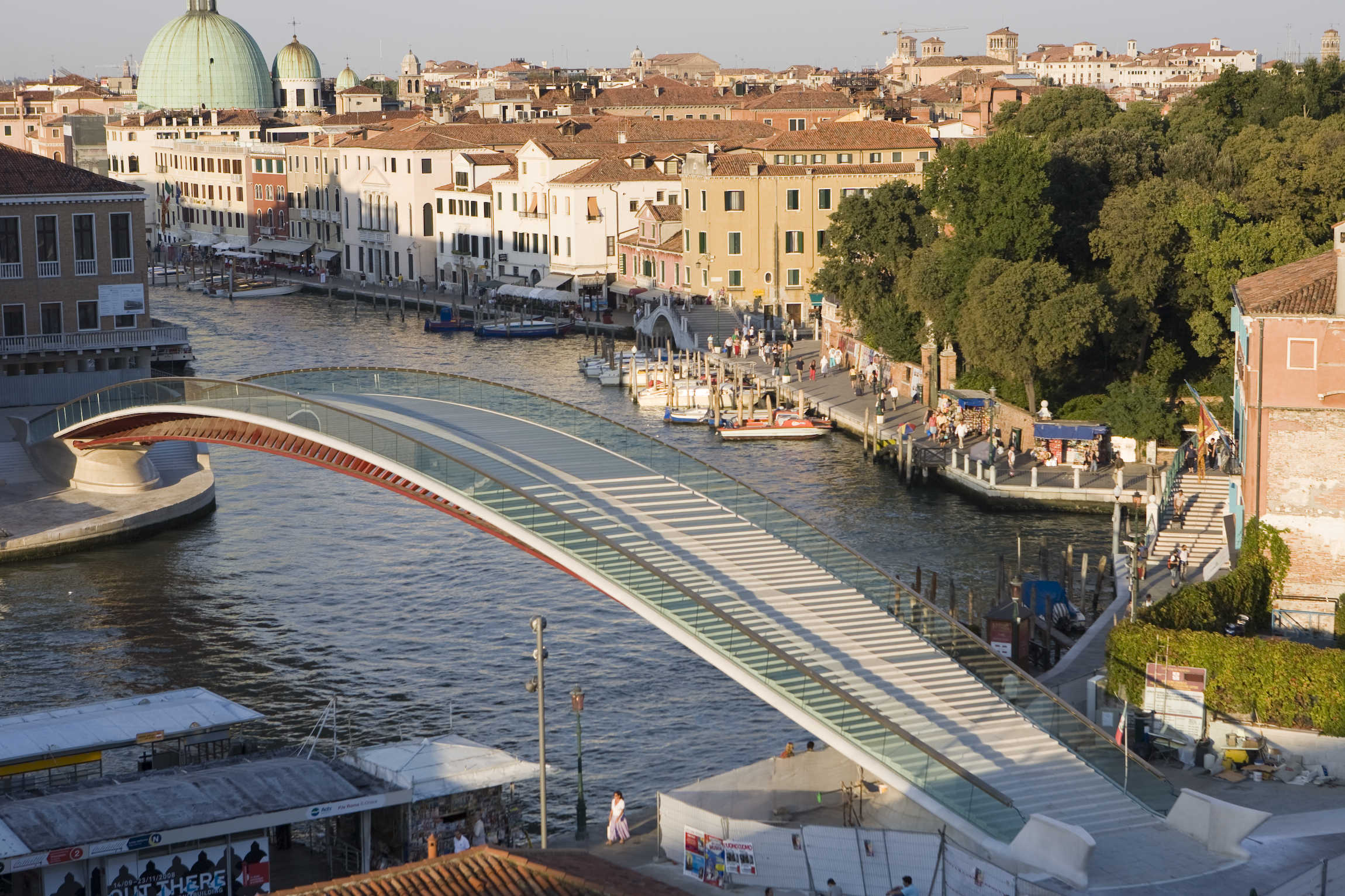
Ponte della Costituzione, a Venezia, di Calatrava.
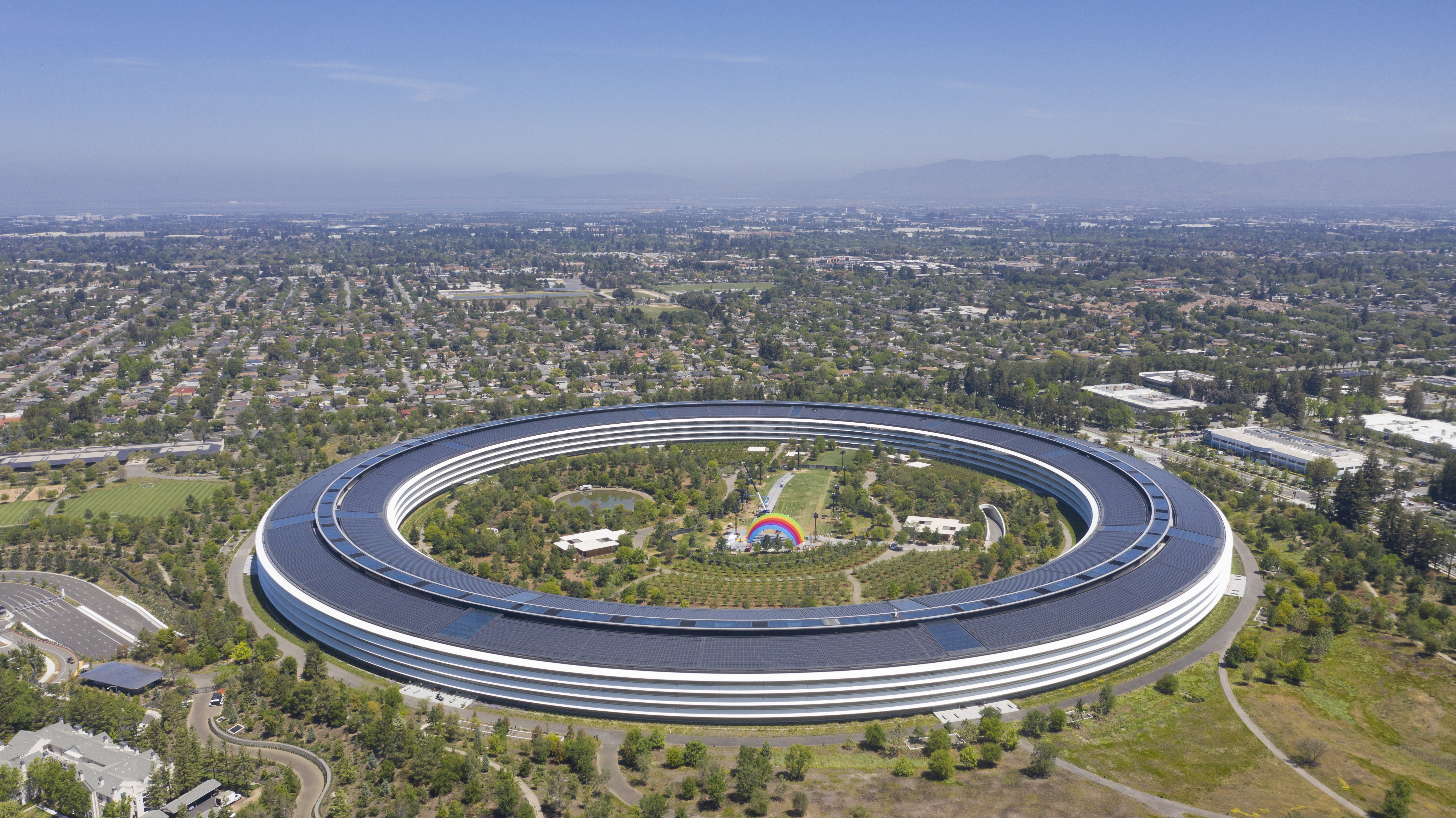
L'Apple park di Cupertino.